# Arcadia (jeu de cartes)
Pour les articles homonymes, voir Arcadia.
Arcadia est un jeu de cartes à collectionner (JCC) édité par la société White Wolf Publishing.  Créé entre autres par Mark Rein·Hagen et Mike Tinney, le cadre de jeu s'inscrit dans l'univers du jeu de rôle Changelin : Le Songe.  Le jeu d'origine, Arcadia - The Wyld Hunt est publié à l'automne 1996. Le système de jeu est jugé original et porteur, en ceci qu'il ne demande au minimum que l'utilisation d'un paquet de cartes de personnage ("Characters") et d'aventures ("Story") par joueur pour jouer, ce qui le diffère d'autres JCC,.
Une extension au jeu intitulée King Ironheart's Madness et créée par Tim Byrd paraît en décembre 1996.  Si l'univers steampunk de cette extension est bien représenté par l'iconographie et les caractéristiques techniques des personnages et aventures figurant sur les cartes, l'ensemble n'apporte pas d'innovation au jeu en tant que tel.
"The Wyld Hunt" comptait au total 377 cartes différentes, et "King Ironheart's Madness" en comptait 404; une troisième partie au jeu, The Lion's Den, devait voir le jour en 1997 mais n'a jamais été publiée.